# Hanne Leth Andersen
Hanne Leth Andersen (født 9. april 1962) er rektor og professor ved Roskilde Universitet. Leth Andersen overtog rollen som rektor for Roskilde Universitet fra Ib Poulsen i 2014 efter at have været prorektor for uddannelse samme sted siden 2010.

## Uddannelse
Hanne Leth Andersen er uddannet mag.art. i romansk filologi fra Københavns Universitet 1990 og ph.d. i fransk sprog fra Københavns Universitet 1997.

## Karriere
Hanne Leth Andersen blev lektor i fransk ved Aarhus Universitet 1999 og var prodekan for uddannelser ved Det Humanistiske Fakultet, Aarhus Universitet 2002-04. 2004-07 var Leth Andersen leder ved sprogdidaktik og undervisningspædagogik, Center for Undervisningsudvikling, Det Humanistiske Fakultet, Aarhus Universitet og 2007-09 professor ved samme. 2009-10 var hun direktør og professor ved CBS Learning Lab under Copenhagen Business School. I 2010 blev hun ansat som prorektor på RUC med ansvar for uddannelse og kvalitet i undervisningen. Som rektor har hun stadig ansvaret for RUC's uddannelse og undervisningskvalitet, hvilket er lidt specielt i den danske universitetsverden da rektor normalt er ansvarlig for forskningen.

## Tillidshverv
Hanne Leth Andersen har ud over romanistik været optaget af pædagogik og akkreditering af uddannelser.
- Ph.d.-rådet
- Forum for uddannelsesforskning
- Danske Universiteters arbejdsguppe vedr. forskeruddannelse
- Udvalg til formulering af kompetencemål for sprogfagene i den nye læreruddannelse
- Formand for tyskgruppen i Forenklingen af Faglige Mål, UVM
- Undervisningsmiddelprisudvalget, UVM
- Medlem af bestyrelsen for Det danske Studenterhus i Paris
- Kvalitetsekspert for The European University Association, EUA
- Ekspert for det Norske Organ for Kvalitet i Uddannelserne NOKUT
- Akademikernes Centralorganisations tænketank for universiteterne
- Dansk Magisterforenings tænketank om akademikerjob
- Akkrediteringsrådet, 2007-09
- Rådet for de Gymnasiale Uddannelser, 2006-09
- Bestyrelsesformand for Studieskolen
- Medlem af bestyrelsen for Herlufsholm
- Bestyrelsesformand for enheden RESULT ved Universitetet i Tromsø

## Hæder
- 2005: Officier dans l'Ordre des Palmes académiques
- 2005: Aarhus Universitets pris for fremragende og banebrydende undervisning
- 2012: Ridder af Dannebrogordenen